# Synagoga w Českiej Lípie
Synagoga w Českiej Lípie (cz. Synagoga v České Lipě) – nieistniejąca synagoga, która znajdowała się w Českiej Lípie, w Czechach, przy ulicy U synagogy.
Synagoga w stylu historyzmu została zbudowana w 1864 roku na miejscu starszej budowli. Podczas nocy kryształowej z 9 na 10 listopada 1938 roku, bojówki hitlerowskie spaliły synagogę. Po zakończeniu II wojny światowej nie została odbudowana. Obecnie o jej istnieniu przypomina tablica pamiątkowa z treścią w języku czeskim.